# Green Lantern: First Flight
Green Lantern: First Flight (conocida como Linterna Verde: Primer Vuelo en Latinoamérica y como Green Lantern: Primer Vuelo en España) es una película de animación creada en 2009 por DC Comics y Warner Bros. Animation, lanzada directamente en DVD. Narra la historia de Linterna Verde correspondiente a la traición de Sinestro a los Green Lantern Corps, mientras es además supervisor de Hal Jordan.

## Sinopsis
El piloto de prueba Hal Jordan es reclutado para unirse a una sociedad llamada "Corporación Linterna Verde", luego de la puerta de su predecesor Abin Sur. Tras aceptar la misión, es llamado a entrenar bajo la supervisión de un maestro llamado Siniestro. El nuevo recluta descubre que su mentor es en realidad una parte central de una conspiración secreta que amenaza las filosofías, tradiciones y herencia de la Corporación de Linternas Verdes. 
Pronto, Hal debe trabajar y usar sus nuevos poderes para combatir a los traidores con el objetivo de mantener el orden en el universo. 
Esta historia es única y no está relacionada con los eventos en los cómics. Varios de los eventos, detalles, personajes y otros fueron alterados o creados para la película.

## Elenco

### Actores originales
- Christopher Meloni como Hal Jordan / Linterna Verde.
- Victor Garber como Thaal Sinestro.
- Tricia Helfer como Boodikka.
- Michael Madsen como Kilowog.
- John Larroquette como Tomar-Re.
- Kurtwood Smith como Kanjar Ro.
- Larry Drake as Ganthet.
- William Schallert como Appa Ali Apsa.
- Malachi Throne como Ranakar.
- Olivia D'Abo como Carol Ferris.
- Richard Green como Cuch.
- Juliet Landau como Labella.
- David Lander como Ch'p.
- Richard McGonagle como Abin Sur.
- Rob Paulsen como Qward Weaponers.
- Kath Soucie como Arisia Rrab.
- Bruce Timm como Bug Boy.
- Jim Wise como teniente.

### Actores de doblaje para Hispanoamérica[2]
- Joel González
- Luis Miguel Pérez es Siniestro.
- Yensi Rivero es Boodikka.
- Carlos Vitale es Kilowog.
- Eder La Barrera es Tomar-Re.
- Belisario es Kanjar Ro Ledner.
- Héctor Isturde es Ganthet.
- Armando Volcanes es Appa Ali Apsa.
- José Méndez es Ranakar.
- María José Estévez es Carol Ferris.
- Juan Guzmán es Cuch.
- Lileana Chacón es Labella.
- Paolo Campos es Ch'p.
- José Granadillo y Lidia Abautt: otras voces.

- Director de doblaje: Walter Veliz
- Traducción: Alejandra Bustos